# Procopia di Bisanzio
Procopia (in greco Προκοπία?; 770 circa – dopo l'813) era l'imperatrice consorte di Michele I Rangabe, imperatore dell'Impero romano d'Oriente. Era figlia di Niceforo I. Non si conosce il nome della madre. Il suo unico fratello conosciuto è Stauracio.

## Matrimonio
Procopia sposò Michele Rangabe alla fine dell'VIII secolo. Questi era figlio di Teofilatto Rangabe, (Drungarios) ammiraglio del Dodekanesos, all'incirca nel Mar Egeo meridionale.
Nell'802, l'imperatrice regnante Irene fu deposta da un'alleanza di patrizi ed eunuchi. Il loro capo era Niceforo, padre di Procopia, che all'epoca ricopriva la carica di ministro delle finanze (Logothetes tou genikou). Il 31 ottobre 802, Niceforo fu dichiarato prossimo imperatore, rendendo Procopia membro della famiglia imperiale. Suo marito ricevette l'alta dignità di corte di Curopalate.
Il 26 luglio 811, Niceforo fu ucciso mentre combatteva contro Krum di Bulgaria nella Battaglia di Pliska. Gran parte dell'esercito romano d'oriente fu annientato con lui, in quella che è considerata una delle peggiori sconfitte della storia romana. Tra i pochi sopravvissuti c'era Stauracio, che gli succedette come imperatore.
Stauracio non era uscito indenne dal campo di battaglia. Una ferita di spada vicino al collo lo aveva lasciato paralizzato. I membri della guardia imperiale erano riusciti a trasferirlo ad Adrianopoli, ma non si era mai ripreso completamente dalle ferite. La questione della successione di Stauracio fu ritenuta urgente e a corte emersero due fazioni. Una era incentrata su Teofano, moglie dell'imperatore, che avrebbe cercato di succedere al marito. L'altra era incentrata su Procopia, che intendeva mettere sul trono il marito.
In un primo momento Procopia non riuscì a convincere il fratello ad assecondare i suoi desideri. A quanto pare, egli preferiva Teofano. Tuttavia Michele e Procopia avevano raccolto abbastanza consensi a corte da minacciare lo stesso Stauracio. Incapace di affrontare l'opposizione nella sua condizione, Stauracio dichiarò il cognato come suo erede designato e abdicò allo stesso tempo. Si ritirò quindi in un monastero. Procopia divenne la nuova imperatrice consorte.

## Imperatrice
Il 2 ottobre 811 Michele I Rangabe succedette al trono e Procopia divenne imperatrice consorte. Si dice che abbia effettivamente dominato la corte durante il suo breve regno. Insisteva per seguire il marito nelle campagne, ma la sua presenza non era gradita alle truppe.
Michele distribuì generosamente denaro all'esercito, alla burocrazia e alla Chiesa nel tentativo di affermarsi. Riaprì anche i negoziati con Carlo Magno e riconobbe l'imperatore rivale come basileus (imperatore) (ma non come imperatore dei Romani). Tuttavia, la guerra contro Krum continuò e avrebbe portato alla caduta della coppia imperiale.
Il 22 giugno 813 Michele perse la battaglia di Versinikia. L'esercito imperiale era significativamente più numeroso di quello bulgaro, ma non riuscì a sfruttare il suo vantaggio. Michele fu tra i primi a ritirarsi dal campo di battaglia e altre unità seguirono il suo esempio. Krum avanzò verso la Tracia orientale e la stessa Costantinopoli era diventata un obiettivo possibile. Qualsiasi sostegno Michele e Procopia fossero riusciti a ottenere non sopravvisse a lungo alla sconfitta militare.
L'11 luglio 813, Michele abdicò al trono in favore di Leone V l'Armeno. Il Teofane Continuato, la continuazione della cronaca di Teofane Confessore, riporta che Procopia si oppose all'abdicazione senza successo. Subito dopo l'abdicazione dovette ritirarsi in un monastero. Non si conosce l'anno della sua morte.

## Discendenza
Procopia e Michele I ebbero almeno cinque figli:
- Teofilatto (792 circa - 15 gennaio 849), co-imperatore dall'812 all'813. Fu castrato ed esiliato in un monastero. La sua data di morte è riportata nel Teofane Continuato.
- Stauracio (793 circa - 813). Morto prima dell'abdicazione del padre, in circostanze sconosciute.
- Niceta (797 circa - 23 ottobre 877). Fu castrato ed esiliato in un monastero. In seguito emerse come patriarca Ignazio I di Costantinopoli.
- Gorgo. Divenne suora.
- Teofano. Diventa suora.

Ignazio fu poi dichiarato santo. Nella sua agiografia si legge che una delle sue sorelle ha aiutato gli iconoduli durante le persecuzioni di Teofilo (829-842). Tuttavia, non è chiaro chi sia.